# 誘電体多層膜
誘電体多層膜（ゆうでんたいたそうまく）とは、屈折率 n1 と屈折率 n2 … n3 … を有する複数の（誘電体材料による）光学薄膜の積層体。ダイクロイックミラーやバンドパスフィルターなどを通常は蒸着（Ion Assisted Deposition によるイオン打ち込み蒸着）を用いて作製する。
ある波長を設計の中心波長として、その波長より長波長側だけを通したり、逆に反射したりすることができる。また特定の波長だけ透過させることもできる。
現在では、カメラや望遠鏡等の光学機器には必ずといってもよいほどレンズや反射鏡の表面に蒸着されている。